# Alfred Schäfer (Archäologe)
Alfred Schäfer (* 1. August 1963) ist ein deutscher Klassischer Archäologe.
Schäfer studierte von 1986 bis 1993 Klassische Archäologie, Alte Geschichte, Mittlere und Neue Geschichte an der Universität zu Köln und schloss 1993 mit dem Magister Artium in Klassischer Archäologie ab. 1993/94 war Schäfer Stipendiat der Gerda Henkel Stiftung. Seine Promotion erfolgte 1994 bei Henner von Hesberg in Köln mit dem Thema Unterhaltende Darbietungen, Spiele und Wettkämpfe beim griechischen Symposion, Korreferent war Henning Wrede. Anschließend war er Wissenschaftlicher Mitarbeiter am Forschungsarchiv für Antike Plastik der Universität zu Köln und Ende 1994/Anfang 1995 Postdoktorandenstipendiat des Amtes für Archäologische Bodendenkmalpflege der Stadt Köln zu dem Thema Die tuskischen Kapitelle des römischen Köln. Danach war Schäfer am Dekanat der Philosophischen Fakultät der Universität zu Köln angestellt. Von 1996 bis 2002 war Schäfer als Wissenschaftlicher Assistent am Winckelmann-Institut der Humboldt-Universität zu Berlin tätig, von 2002 bis 2007 als Wissenschaftlicher Mitarbeiter im Rahmen des DFG-Schwerpunktprogramms Römische Reichs- und Provinzialreligion. 2004 habilitierte er sich mit einer Arbeit über das Thema Tempel und Kult in Sarmizegetusa. Eine Untersuchung zur Formierung religiöser Gemeinschaften der Metropolis Dakiens und war im Sommersemester 2006 Gastprofessor am Winckelmann-Institut. Seit 2007 ist Schäfer wissenschaftlicher Referent in der Bodendenkmalpflege am Römisch-Germanischen Museum in Köln und war nach Umhabilitation zunächst Privatdozent an der Universität zu Köln, im Juni 2019 erfolgte die Ernennung zum außerplanmäßigen Professor. Auch seit 2019 ist er Mitglied der AG Denkmalpflege, Stadtentwicklung, Umwelt des Deutschen Nationalkomitees für Denkmalschutz.
Schäfers Forschungsschwerpunkte sind griechische Vasenmalerei, römische Urbanistik, Religionsgeschichte der römischen Kaiserzeit und Rezeptionsgeschichte der Antike. Später traten noch andere Themenbereiche, etwa Untersuchungen am Schnittpunkt von Denkmalpflege, Stadtplanung und Umwelt sowie die Vermittlung archäologischer Methoden hinzu; aufgrund der Untersuchungen in den 2010er Jahren auch antike und mittelalterliche Stadtbefestigungen. Ein weiterer Schwerpunkt sind Forschungen zum antiken Dakien. Er hat Ausgrabungen und Forschungen in Apulum (Rumänien) durchgeführt. In Köln war er unter anderem mit den Ausgrabungen und Erhaltungsmaßnahmen am römischen Hafentor befasst. Derzeit (Stand 2020) leitet er die Restaurierungsarbeiten am Römerturm.

## Schriften (Auswahl)
Monografien
- Unterhaltung beim griechischen Symposion. Darbietungen, Spiele und Wettkämpfe von homerischer bis in spätklassische Zeit. Philipp von Zabern, Mainz 1997, ISBN 3-8053-2336-0 (= Dissertation).
- Achill und Chiron. Ein mythologisches Paradigma zur Unterweisung der männlichen Jugend Athens. (= Winckelmann-Institut der Humboldt-Universität zu Berlin, Band 5) Arenhövel, Berlin 2006, ISBN 3-922912-62-1.
- Tempel und Kult in Sarmizegetusa. Eine Untersuchung zur Formierung religiöser Gemeinschaften der Metropolis Dakiens, Scriptorium, Marsberg/Padberg 2007, ISBN 978-3-932610-42-4.
- Praetoria. Paläste zum Wohnen und Verwalten in Köln und anderen römischen Provinzhauptstädten. Nünnerich-Asmus, Oppenheim 2014, ISBN 978-3-943904-70-3.
- Götter, Gaben, Heiligtümer. Römische Religion in Köln. Philipp von Zabern, Darmstadt 2016, ISBN 978-3-8053-4949-9.

Herausgeberschaften
- mit Stefan Altekamp: The Impact of Rome on Settlement in the Northwestern and Danube Provinces. Archaeopress, Oxford 2001, ISBN 1-84171-219-1.
- mit Ulrike Egelhaaf-Gaiser: Religiöse Vereine in der römischen Antike. Untersuchungen zu Organisation, Ritual und Raumordnung. (= Studien und Texte zu Antike und Christentum, Band 13), Mohr Siebeck, Tübingen 2002, ISBN 3-16-147771-5.
- mit Hubert Cancik und Wolfgang Spickermann: Zentralität und Religion. Zur Formierung urbaner Zentren im Imperium Romanum. (= Studien und Texte zu Antike und Christentum, Band 39), Tübingen 2006, ISBN 978-3-16-149155-9.
- mit Marion Witteyer: Rituelle Deponierungen in Heiligtümern der hellenistisch-römischen Welt. Internationale Tagung Mainz, 28.–30. April 2008. (= Mainzer archäologische Schriften, Band 10), Generaldirektion Kulturelles Erbe, Direktion Landesarchäologie, Mainz 2013, ISBN 978-3-935970-18-1.
- mit Alexandra W. Busch: Römische Weihealtäre im Kontext. Internationale Tagung in Köln vom 3. bis zum 5. Dezember 2009 „Weihealtäre in Tempeln und Heiligtümern“. Likias Verlag, Friedberg 2014, ISBN 978-3-9817006-2-6. Rezension von Oliver Schipp bei H-Soz-Kult.
- mit Dietrich Boschung: Monumenta Illustrata. Raumwissen und antiquarische Gelehrsamkeit. (= Morphomata, Band 41), Verlag Wilhelm Fink, Paderborn 2019, ISBN 978-3-7705-6427-9 (Druckfassung), ISBN 978-3-8467-6427-5 (Elektronisch).
- mit Dietrich Boschung und Marcus Trier: Erinnerte Macht. Antike Herrschergräber in transkultureller Perspektive. Universitäts- und Stadtbibliothek Köln, Köln 2021, ISBN 978-3-7705-6624-2, Digitalisat.